# Рудолф Маркъс
Рудолф Артър Маркъс (на английски: Rudolph Arthur Marcus) е канадско-американски химик, лауреат на Нобелова награда за химия от 1992 г. за приноса му към теорията на реакциите на електронен пренос в химичните системи. Теорията на Маркъс, кръстена в негова чест, предоставя термодинамична и кинетична рамка, описваща преноса на един електрон във външната сфера.

## Ранен живот и образование
Маркъс е роден в Монреал, Квебек. Син е на Естер и Майър Маркъс. Интересът му към науката се събужда още в ранна възраст. В училище се справя отлично с математиката. След това се записва в университета „Макгил“. Там той изучава повече математика от средния студент по химия, което впоследствие му помага да създаде теорията си за електронния трансфер.
През 1943 г. получава бакалавърска степен, а през 1946 г. защитава докторската си дисертация, пак в „Макгил“. През 1958 г. става натурализиран гражданин на САЩ.

## Научна дейност
След като приключва с висшето си образование, Маркъс първоначално работи в Националния изследователски съвет на Канада в Отава. После работи в университета на Северна Каролина и в политехническия институт на Нюйоркския университет. През 1952 г., докато е в университета на Северна Каролина, той работи по теорията на Райс-Рамспергер-Касел, комбинирайки я с теорията на преходното състояние. През 1964 г. започва да преподава в Илинойския университет.
Електронният трансфер е една от най-простите форми на химична реакция. Това включва електронен трансфер във външната сфера между две вещества с еднаква атомна структура. Маркъс изследва тези реакции при двувалентни и тривалентни железни йони. Тъй като реакциите на електронен трансфер са често срещани и от особено значение в природата, теорията на Маркъс става една от най-важните в областта на химията.
2H+ + 2e− + 1/2 O2 → H2O + топлина
Маркъс провежда многобройни проучвания върху принципите, лежащи в основата на тези химични реакции, и чрез изследванията си успява да създаде известната си теория на Маркъс. Тази теория дава началото на нови експериментални програми, които допринасят за всички клонове на химията.
През 1989 г. Маркъс е отличен с Национален научен медал, а през 1992 г. става носител на Нобелова награда за химия. Член е на Националната академия на науките на САЩ от 1970 г. и на Американската академия на изкуствата и науките от 1973 г. През 1987 г. е избран за чуждестранен член на Британското кралско научно дружество.